# Donabate
Donabate is een plaats in het Ierse graafschap Fingal. De plaats telt 3.854 inwoners. Donabate ligt aan de spoorlijn Dublin - Belfast. Vanaf het station is het goed twintig minuten tot het centrum van Dublin.